# Општина Тишина
Општина Тишина (словен. Tišina) је једна од општина Помурске регије у држави Словенији. Седиште општине је истоимено насеље Тишина.

## Природне одлике
Рељеф: Општина Тишина налази се у североисточном делу Словеније и погранична је са Аустријом. Општина се простире у западном делу равничарске и пољопривредне области Прекомурје, уз реку Муру.
Клима: У општини влада умерено континентална клима.
Воде: Најзначајнији водоток у општини је река Мура, која је западна граница општине. Остали водотоци су мали и њене су притоке.

## Становништво
Општина Тишина је густо насељена.

## Насеља општине
| - Борејци - Ванча Вас - Гедеровци - Градишче - Крајна - Мурски Чрнци | - Мурски Петровци - Петањци - Ранковци - Содишинци - Тишина - Троповци |  |

## Додатно погледати
- Тишина